# Réglementation
Ne doit pas être confondu avec régulation.

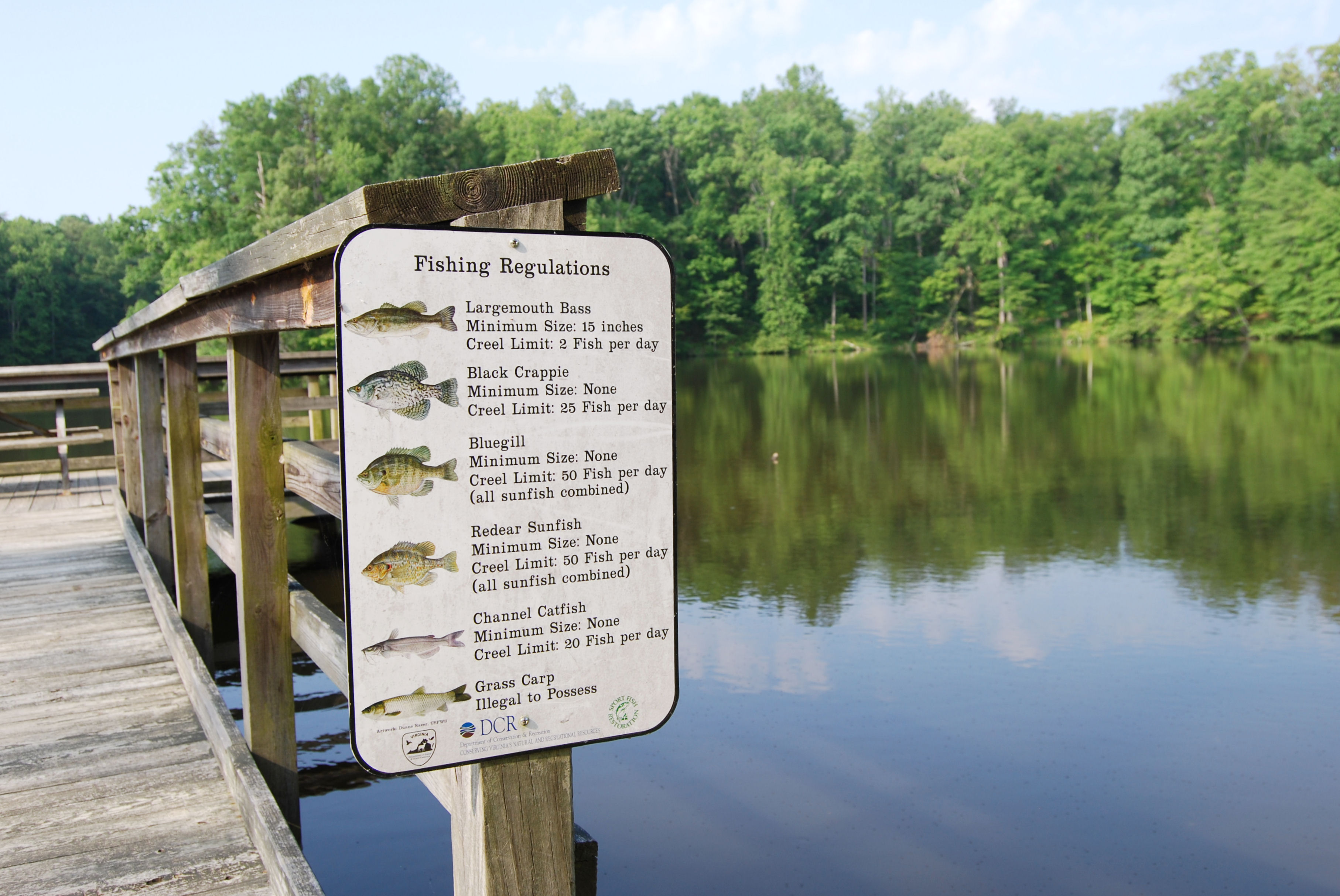
Panneau affichant le règlement concernant la pêche dans une zone aquatique.

La réglementation ou règlementation [ʁɛ.ɡlə.mɑ̃.ta.sjɔ̃] est, au sens large, un ensemble d'indications, de lois, de prescriptions, de règles et règlements, et autres textes juridiques régissant une activité sociale.
La réglementation est rédigée par les administrations compétentes ou les personnes mandatées.

## But
La réglementation étant constituée de divers textes, elle peut couvrir divers buts.
Un but de la réglementation peut être de protéger le consommateur du marchand, l'employé de l'employeur.
Un but d'une réglementation peut aussi être de maintenir le domaine public, en clarifiant la séparation du public et du privé, notamment dans la Grèce Antique
.

## Histoire
En Grèce antique, la réglementation de l'urbanisme concernait particulièrement l'alignement et les empiétements privatifs sur le domaine public, la mitoyenneté, l'alimentation en eau, l'entretien de la voirie, la propreté, et l'expropriation.
Le terme de réglementation apparaît en 1789 dans une critique de l'histoire de l'Europe de 1610 à 1789, au sujet de la protection de l'industrie. Le terme est alors employé sous un ton critique, parlant d'une réglementation minutieuse et d'une protection tracassière, du système protecteur et de la réglementation infinie.
Le terme de regulation semble exister en Californie dès 1689.
Le terme de « regulation » existe à Londres dès 1704.

## Terminologie
Aux États-Unis, la loi est un élément de la réglementation, mais la loi fédérale est scindée en deux codes dont l'un est consacré à la réglementation par des autorités indépendantes (Code des règlements fédéraux).
En France, la loi est un élément de la réglementation, mais la réglementation ne doit pas être confondue avec le seul texte réglementaire. Ainsi, les différents codes juridiques regroupent des articles législatifs et des articles réglementaires.

### Différence avec «régulation»
En français, règlementation et régulation ne sont pas synonymes. Réglementer veut dire assujettir une activité à des règlements. Réguler veut dire chercher à donner une certaine stabilité à un système. La réglementation peut viser à la régulation, mais peut aussi avoir de tout autres buts. Inversement, la régulation peut se faire à travers des règlements, cependant peut aussi se faire d'autres façons. Par exemple, les guides gastronomiques assurent une certaine régulation du secteur de la restauration, en établissant de fait des standards de qualité et en sanctionnant la conformité à ces standards.

### Différence avec «regulation» en anglais
Le terme anglais « regulation » (= réglementation) a un sens différent :
en anglais, le terme « regulation » est utilisé pour nommer un règlement administratif qui clarifie les droits et les responsabilités. Il se distingue autant de la législation issue d'un corps législatif élu, que de la norme jurisprudentielle. Ces règlements peuvent être de diverses origines : textes juridiques ou législatifs issus d'une autorité gouvernementale, auto-réglementation d'une industrie à travers une association commerciale, normes sociales, « co-regulation », ou « market regulation ». On peut considérer que ce règlement peut imposer des sanctions, tel qu'une amende, selon les attributions conférées par la loi locale. Il s'agit alors d'une action administrative qui met en œuvre une loi déléguant les modalités pratiques à des aspects réglementaires.
Ces règlements exigés par des États veulent produire, empêcher, accélérer ou ralentir des évènements. De plus, il s'agit à ce titre d'éléments politiques. Ce type d'artefact est communément utilisé pour contrôler les entrées de nouveaux venus sur un marché, les prix, « wages », les approbations de développement, les effets polluants, le travail, les règles de production de certains biens, les forces militaires et les services. Le terme francisé régulation va donc au-delà de la simple réglementation, même lorsqu'il est utilisé en français (voir Régulation (économie)).

## Économie
Pour certains économistes non-orthodoxes, les réglementations sur la fabrication des produits ou celles cherchant à garantir la concurrence sont une entrave à la circulation des marchandises et à l'entrée dans le marché de nouveaux acteurs. Ainsi, selon Israel Kirzner en 1978 : « L'orthodoxie aujourd'hui chancelante sur laquelle l'approche interventionniste reposait jusqu'à une période très récente reflète certaines incompréhensions quant au fonctionnement des marchés ; et ce sont des malentendus qui présentent une similitude remarquable avec ceux qu'avait identifiés Mises et, après lui, Hayek. Ces erreurs, dont les racines sont profondes, semblent responsables de le l'étonnement et du désarroi ressentis en comprenant que l'intervention de l'État pourrait bien être elle-même le problème, et non la solution qu'elle avait si évidemment paru constituer. »